# Kastberga slott
Kastberga slott är ett slott i Trollenäs socken i Eslövs kommun.
Kastberga slott är beläget i Kastberga, strax norr om Eslöv. Slottet byggdes av Fabian Gustaf Wrede då Ellinge gods delades vid Carl Fredrik Dyckers död 1889. Katarina Crafoord (död 2005), dotter till Gambros grundare Holger Crafoord, byggde under sin tid upp ett omfattande antikvariat på slottet.

## Ägarlängd
- 1889–1912 – friherre Fabian Gustaf Wrede
- 1912–1925 – friherre Axel Carl Wrede
- 1925–1935 – kapten PG Sjövall
- 1935– Alexis Romner
- Nils-Erik Axelsson
- Lennart Olsson
- 1978–1985 – J.Michael Odqvist
- 1985–2007 – Katarina Crafoord
- 2007 Thomas Høiland, dansk auktionsdirektör
- 2019- Carl Magnus och Ann Ulla-Gun Walde